# مادموازل رز
مادموازل رز ( همچنین برهنه نشسته) یک نقاشی اثر هنرمند سبک رمانتیسم اوژن دلاکروا است که به عنوان رهبر مکتب رمانتیسم فرانسه شناخته شده‌است. این تابلو قبل از سال ۱۸۲۴ کشیده شده‌است و اخیراً در موزه لوور پاریس نگهداری می‌شود و در معرض نمایش قرار گرفته‌است. تابلو دیگر در نگارخانه ملی قدیمی در برلین نگهداری می‌شود.

## تاریخچه
مدل رو به یک سمت دیده می‌شود که روی نوعی ستون چوبی که با یک تکه پارچه قرمز پوشانده شده، نشسته است. پای چپش را روی کنده چوبی گذاشته، سرش را به طرف هنرمند برگردانده است؛ بنابراین صورتش به‌طور کامل دیده می‌شود. این برهنه تا حدودی غیر استادانه با مدل گارگاه هنری نقاشی شده‌است.
فرد نشسته که مدل هنرمند است، با نام مادموازل رز -البته بدون اطمینان کامل- شناسایی شده‌است که براساس گفته آلفرد ربویاس، زندگی‌نامه‌نویس دلاکروا ، چندین‌بار مدل نقاش و ریچارد پارکس بونینگتون بوده‌است؛ کسی که شاید محبتش را بین آن دو هنرمند تقسیم کرد.